# Piotr Swat
Piotr Swat (ur. 8 czerwca 1986 w Końskich) – polski piłkarz ręczny, lewoskrzydłowy, od 2013 zawodnik Piotrkowianina Piotrków Trybunalski.

## Kariera sportowa
Wychowanek KSSPR-u Końskie, z którym w 2003 zdobył mistrzostwo Polski juniorów młodszych. W latach 2003–2005 występował w barwach koneckiej drużyny w I lidze. W latach 2005–2010 był zawodnikiem Śląska Wrocław, grając w sezonach 2005/2006, 2006/2007 i 2009/2010 w Ekstraklasie. Ponadto w sezonie 2007/2008, w którym rozegrał 22 mecze i zdobył 176 goli, został królem strzelców I ligi (gr. A). W sezonie 2010/2011 występował w Miedzi Legnica, zaś w sezonie 2011/2012 w Warmii Olsztyn. W sezonie 2012/2013 był ponownie graczem Śląska Wrocław, w którym rozegrał 26 meczów i rzucił 162 bramki, zajmując 3. miejsce w klasyfikacji najlepszych strzelców I ligi (gr. B).
W 2013 przeszedł do Piotrkowianina Piotrków Trybunalski. W sezonie 2014/2015, w którym wystąpił w 26 spotkaniach i zdobył 164 gole, zajął 2. miejsce w klasyfikacji najlepszych strzelców I ligi (gr. A). W sezonie 2016/2017 rozegrał w Superlidze 28 meczów i rzucił 99 bramek. W sezonie 2017/2018, w którym wystąpił w 24 spotkaniach i zdobył 107 goli, był najlepszym strzelcem Piotrkowianina w lidze. W sezonie 2018/2019 rozegrał 25 meczów i rzucił 81 bramek.
W 2006 uczestniczył w mistrzostwach Europy U-20 w Austrii, podczas których rozegrał siedem meczów i rzucił 22 bramki. W kwietniu 2007 wystąpił w turnieju kwalifikacyjnym do mistrzostw świata U-21 w Macedonii, w którym w spotkaniach z Włochami U-21, Rosją U-21 i Serbią U-21 zdobył pięć goli.

## Życie prywatne
Brat bliźniak piłkarza ręcznego Pawła Swata.

## Osiągnięcia
Indywidualne
- Król strzelców I ligi (gr. A): 2007/2008 (176 bramek; Śląsk Wrocław)[2]
- 2. miejsce w klasyfikacji najlepszych strzelców I ligi (gr. A): 2014/2015 (164 bramki; Piotrkowianin Piotrków Trybunalski)[4]
- 3. miejsce w klasyfikacji najlepszych strzelców I ligi (gr. B): 2012/2013 (162 bramki; Śląsk Wrocław)[3]
- Gracz Miesiąca Superligi: marzec 2018 (Piotrkowianin Piotrków Trybunalski)[9]